# استورت (نبراسکا)
استورت(به انگلیسی: Stuart) شهری در ایالت نبراسکا کشور ایالات متحده آمریکا است که جمعیت آن در سرشماری سال ۲۰۱۰ میلادی، ۵۹۰ نفر بوده‌است.